# Stefano Ruggieri

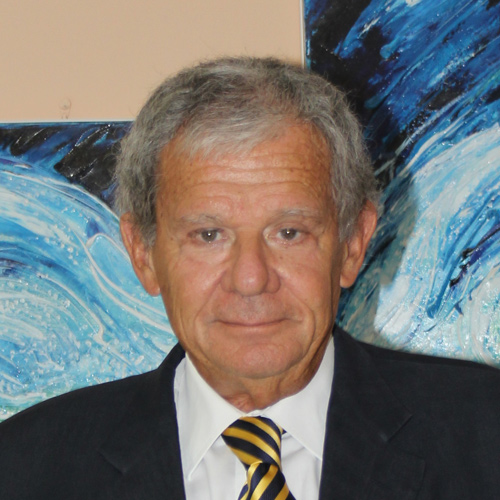
Stefano Ruggieri

Stefano Ruggieri (Mirano, 16 giugno 1942) è un neurologo italiano, professore ordinario di Neurologia presso l'università degli studi di Roma La Sapienza e direttore delle malattie rare presso il Neuromed è considerato uno dei massimi esponenti nello studio della malattia di Parkinson.

## Biografia
Figlio del neurologo Ivo Ruggieri, che durante la guerra prestava servizio in marina, come ufficiale medico a Mirano nei pressi di Venezia, lascia la città natale non appena finita la guerra, per trasferirsi a Roma dove dopo il conseguimento della maturità scientifica decide di seguire le orme del padre e si iscrive alla facoltà di medicina e chirurgia presso l'università degli studi di Roma La Sapienza dove si laurea nel 1969 con la votazione di 110/110 cum laude.
Nel 1972 consegue la specializzazione in Neurologia e Psichiatria presso la I Clinica delle Malattie Nervose e Mentali dell’Università di Roma con la votazione di 70/70 e lode e tesi sul “Tremore Parkinsoniano: Fisiologia e Biochimica”. Tra il 1972 e il 1978 svolge diversi incarichi sia presso l'ateneo Romano sia presso quello dell'Aquila. Dal 1979 al 1980 è visiting scientist  presso il Nathional Institutes of Health di Bethesda (USA).  Nel 1983 diventa Professore Associato della disciplina di Clinica Neurologica presso l’Università degli studi di Roma La Sapienza.  Nel 1983 e nel 1985 ricopre il ruolo di Consultant presso il Nathional Institutes of Health di Bethesda (USA). Dal 1995 è Primario presso il dipartimento di Fisiopatologia circolatoria e del metabolismo cerebrale dell’IRCCS “Istituto Mediterraneo di Neuroscienze Neuromed” di Pozzilli (Is), polo scientifico del Dipartimento di Scienze Neurologiche dell’Università di Roma “La Sapienza”.– Dal 1996 Presidente del corso D.U. in Fisioterapia, sede Molise, dell’Università degli Studi di Roma La Sapienza. Dal 2000 ricopre il posto di Professore di Prima Fascia presso il Dipartimento di Scienze Neurologiche presso l'università degli studi di Roma La Sapienza.

## Attività di ricerca e divulgazione
Le sue principali attività di ricerca sono state svolte nel campo delle malattie degenerative, con focus particolare sulla malattia di Parkinson, sulle tau-patologie associate alle tau-proteine, le quali fanno parte della branca della neurogenetica. si contano circa 300 pubblicazioni su riviste di divulgazione scientifica internazionali, più di 5000 citazioni e 3 libri per la didattica. Nelle innumerevoli partecipazioni come relatore presso i più importanti congressi del settore, vanta un gran numero di presenze in giro per il mondo presso i congressi della Movement Disorder Society nonché in diverse trasmissioni edite dalla Rai. Si impegna nel sociale con la giornata nazionale del Parkinson.